# Villanova del Battista
Villanova del Battista község (comune) Olaszország Campania régiójában, Avellino megyében.

## Fekvése
A település a Fiumarello (az Ufita mellékfolyója) völgyére néző három dombon fekszik. Határai: Ariano Irpino, Flumeri és Zungoli.

## Története
A település első írásos említése a 13. századból származik Pulcarino név alatt. Nevét az itt letelepedett bolgár menekültek után kapta (bulgarinus). A 15. században elpusztult, majd újjáépítették Villa nova, azaz Új város néven. A del Battista nevet védőszentje után kapta 1862-ben, megkülönböztetésként Olaszország hasonló nevű településeitől.

## Népessége
A népesség számának alakulása:

## Főbb látnivalói
- kénes termálvízű források Macchiadi Faratra (Villanovához tartozó település) területén
- Santa Maria Assunta-templom
- nemesi paloták: Palazzo Ciccone, Palazzo Iorizzo, Palazzo del Vecchio Municipio